# Cteniogaster hexomma
Espèce
Cteniogaster hexomma est une espèce d'araignées aranéomorphes de la famille des Liocranidae.

## Distribution
Cette espèce est endémique du Kenya. Elle se rencontre entre 1 600 et 1 900 m d'altitude dans les monts Taita.

## Description
Le mâle holotype mesure 2,92 mm et la femelle paratype 2,97 mm.

## Publication originale
- Bosselaers & Jocqué, 2013 : Studies in Liocranidae (Araneae): a new afrotopical genus featuring a synapomorphy for the Cybaeodinae. European Journal of Taxonomy, vol. 40, p. 1-49 (texte intégral).